# Masahiro Kano
Masahiro Kano (加納 昌弘 Kano Masahiro?), född 4 april 1977 i Chiba prefektur, är en japansk före detta fotbollsspelare.
Kano började sin karriär 2000 i Ventforet Kofu. Han spelade 67 ligamatcher för klubben. Han avslutade karriären 2002.